# Earthlings
Earthlings è un documentario antispecista del 2005 scritto, prodotto e diretto da Shaun Monson e narrato dall'attore ed animalista Joaquin Phoenix. La colonna sonora è stata composta dal musicista ed attivista dei diritti animali Moby. Il documentario ha richiesto ben cinque anni di lavoro al suo realizzatore, ed ha avuto un grande successo presso le comunità animaliste di tutto il mondo. Il filosofo animalista Peter Singer ha detto:
(Peter Singer)

## Trama
Il film descrive gli usi che gli esseri umani fanno degli animali, cibandosene, ricavandone materiali per produrre vestiario e altro, usandoli come intrattenimento o compagnia, sfruttandoli per la sperimentazione scientifica.
Questo racconto viene sviluppato da un punto di vista antispecista; il concetto stesso di "antispecismo" viene presentato all'inizio del film, in relazione con i termini "razzismo" e "sessismo".
Earthlings è stato seguito nel 2015 da un secondo documentario, Unity, parte di una prevista trilogia.

## Impatto mediatico
Il 21 luglio 2020 a Lutsk, in Ucraina, Maksym Kryvosh prese in ostaggio 13 persone su un autobus. Una delle richieste di Kryvosh richiedeva che il presidente ucraino Volodymyr Zelens'kyj consigliasse in un video su Facebook il film Earthlings. In seguito alle trattative condotte direttamente da Zelens'kyj (che pubblicò il video su Facebook in cui consigliava il documentario) e dal ministro dell'interno Arsen Avakov, tutti gli ostaggi sono stati liberati e Kryvosh arrestato. A seguito della liberazione degli ostaggi il presidente Zelens'kyj ha cancellato il video.